# 줄리엣 소르시
줄리엣 소르시(Juliet Sorci, 1979년 7월 4일 ~ )는 미국의 배우, 텔레비전 배우, 영화배우이다.
베이커즈필드에서 태어났다.

## 영화
- 네버 포겟 (1991년)
- 크리스마스의 기적 (1990년)
- 커뮤니언 (1989년)
- 스테파니의 외출 (1989년)